# Potentilla effusa
Potentilla effusa är en rosväxtart som beskrevs av David Douglas och Johann Georg Christian Lehmann. Potentilla effusa ingår i Fingerörtssläktet som ingår i familjen rosväxter.

## Underarter
Arten delas in i följande underarter:
- P. e. filicaulis
- P. e. gossypina
- P. e. coloradensis
- P. e. argyrea